# São Raimundo das Mangabeiras
São Raimundo das Mangabeiras est une municipalité brésilienne située dans l'État du Maranhão.